# Ailill mac Fáeláin
Pour les articles homonymes, voir Mac Fáeláin.
Ailill mac Fáeláin est un roi d'Osraige région située dans le sud-est de l'Irlande gaélique. Il est issu d'une dynastie nommée le Dál Birn. Le royaume d'Osraige est localisée dans l'actuel comté de Kilkenny, de la république d'Irlande.

## Contexte
Ailill est désigné comme « Reges Ossairge », c'est-à-dire un Roi d'Osraige, l'année de son avènement est inconnues, toutefois il intervient après les règne de Cú Cherca mac Fáeláin, qui meurt en 712, et de Flann mac Congail qui est non daté. L'année de la fin de son règne est également inconnue, cependant en  728 Cellach mac Fáelchair est mentionné comme roi.
Ailill est mentionné dans les listes de Rois du Livre de Leinster et dans les  Synchronismes chronologiques de Thurneysen, Boyle, comme dans les  Annales de Clonmacnoise, où il est dénommé Oillill.
Ailill n’apparaît pas dans le manuscrit de la Bodleian Library, MS généalogies de Rawlinson B 502, mais on estime que Ailill est le fils de Fáelán mac Crundmáel († 660), et le frère de Cú Cherca mac Fáeláin († 712), qui furent tous deux rois Osraige,. Il est enfin le père de Forbasach mac Ailella.

## Lignée
Le Dál Birn (irlandais: « l'assemblée » ou « portion » de « Birn ») est une épithète tribale que l'on trouve dans les sources irlandaises et qui se réfère aux descendants de Loegaire Birn Buadach, et désigne le lignage souverain héréditaire du royaume d' Osraige en Irlande,.
Pendant une période de deux cent ans commencant à la fin du Ve siècle, les rois  Dál Birn ksont temporairement détronnés par leurs alliés de la dynastie du Corcu Loígde qui règne sur l'Osraige jusqu'à ce qu'elle roi chassée. De nombreux rois des Corcu Loígde de cette période sont selon les sources tués par les habitants de l'Osraige jusqu'au  rétablissement du Dál Birn.
Les descendants des Dál Birn gardent ensuite  le contrôle d'une portion de l'Osraige, même après  Invasion normande de l'Irlande, avec la continuation de la dynastie des Mac Giolla Phádraig seigneurs d'Upper Ossory (en). La branche aînée du lignage Dál Birn demeure historiquement la plus connue et en possession d'une partie de l'Osraige jusqu'à la mort de Bernard FitzPatrick (2e baron Castletown) en 1937.